# Phanias monticola
Phanias monticola är en spindelart som först beskrevs av Banks 1895.  Phanias monticola ingår i släktet Phanias och familjen hoppspindlar. Inga underarter finns listade i Catalogue of Life.